# Emilian Onciu

Emilian Onciu (n. 1957, Cărășeu, județul Satu Mare - d. 15 noiembrie 2008, Satu Mare) a fost un cântăreț român de muzică folk. Absolvă cursurile Liceului de Construcții și pe cele ale Facultății de Management Economic, Spiru Haret. Începe să cânte în 1981. Din 1983 până în 1985 este membru al Cenaclului Flacăra, perioadă în care lansează peste 35 de cântece, printre care „Lacrimi pentru tatăl învins”, „Bună dimineața”, „Să ne iubim pe țărmul Mării Negre” "Mama vacii noastre nu-i e bine" alături de Tatiana Stepa. Continuă să cânte și în noua formulă a cenaclului Totuși Iubirea, iar în perioada 1990-1996 apare pe mai multe albume de grup, realizate cu componenții cenaclului. În 1998 lansează Albumul Scarileși în 2000, Albumul Alb. 
În 2005 apare alături de componenții grupării Gala Folk Transilvania, cu 4 cântece pe albumul 5X4 Folk Transilvania. Desfășoară în continuare o activitate concertistică, alături de Folk Transilvania. În toamna lui 2007 îi apare un nou album, Pentru prieteni, realizat prin intermediul Impres Media Folk, iar în februarie 2008, îi apare la OVO Music, albumul Emilian Onciu - Folk 25, la împlinirea a un sfert de veac de activitate muzicală.